# قنبرة الصحراء المقرنة
قنبرة الصحراء المقرنة وتسمى أيضا قبرة تمنك القرناء، قبرة تمنك (الاسم العلمي: Eremophila bilopha) (بالإنجليزية: Temminck's Lark)‏، هو طائر ينتمي إلى قبرة (فصيلة: Alaudidae).

## الوصف
على عكس معظم القنبرات الأخرى، فإن قنبرة تيمينك هي نوع مميز المظهر على الأرض، يشبه العضو الآخر الأكبر حجمًا من جنسها، القنبرة ذات القرون. يبلغ طول البالغ من 14 إلى 15 سم (5.5 إلى 5.9 بوصة) ويكون لونه في الغالب بنيًا محمرًا ورماديًا من الأعلى وباهتًا من الأسفل، وله نمط وجه أبيض وأسود مذهل ورقعة سوداء مميزة على صدره. يمتلك الذكر الصيفي "قرونًا" سوداء، مما يعطي هذا النوع اسمه البديل. يكون لون اليافع من هذا النوع محمرًا من الأعلى وباهتًا من الأسفل، على عكس القنبرة ذات القرون اليافع تمامًا. تختلف قنبرة تيمينك البالغة عن القنبرة ذات القرون في ريشها المحمر، وليس الرمادي البني، وغياب اللون الأصفر في نمط الوجه. لديها دعوة معدنية مماثلة ولكن أقل قسوة.